# Wiktor Burakow
Wiktor Burakow (ukrainisch Віктор Бураков, engl. Transkription Viktor Burakov; * 30. Mai 1955 in Dymytrow; † 24. Juli 2025) war ein ukrainischer Sprinter, der für die Sowjetunion startete.
1978 erreichte er bei den Leichtathletik-Europameisterschaften in Prag über 400 m das Halbfinale.
Beim Leichtathletik-Weltcup 1979 in Montreal kam er über 200 m auf den sechsten und mit der sowjetischen Mannschaft in der 4-mal-400-Meter-Staffel auf den vierten Platz.
1980 schied er bei den Leichtathletik-Halleneuropameisterschaften in Sindelfingen über 400 m im Halbfinale aus. Bei den Olympischen Spielen 1980 in Moskau gelangte er über 400 m ins Halbfinale und trug mit einem Einsatz im Vorlauf der 4-mal-400-Meter-Staffel zum Sieg des sowjetischen Teams bei.
1981 wurde er beim Leichtathletik-Weltcup in Rom erneut Vierter mit der sowjetischen 4-mal-400-Meter-Stafette.
1979 wurde er Sowjetischer Hallenmeister über 400 m.

## Persönliche Bestzeiten
- 200 m: 20,74 s, 12. September 1979, Mexiko-Stadt
- 400 m: 45,57 s, 6. Juli 1980, Moskau